# キャデラック・アンダーソン
キャデラック・アンダーソンことグレッグ・ウェイン・アンダーソン（Greg Wayne "Cadillac" Anderson、1964年6月22日 - ）は、アメリカ合衆国テキサス州ヒューストン出身のNBAで活躍した元プロバスケットボール選手。

## 経歴
ヒューストン大学卒業後、1987年のNBAドラフトで、サンアントニオ・スパーズに1巡目23位で指名され入団。ルーキーシーズンは全試合に出場し、41試合でスターターを務め、1988年のオールルーキー・ファーストチームに選ばれた。1989年からミルウォーキー・バックス、ニュージャージー・ネッツ、デンバー・ナゲッツ、ユヴェカゼルタ(イタリア)、デトロイト・ピストンズ、アトランタ・ホークス、サンアントニオ・スパーズ、アトランタ・ホークス、サンニコラス(アルゼンチン)でプレーし、2000年に引退した。680試合出場、4,953得点(7.3ppg)、4,246リバウンド(6.2rpg)を記録した。

## 受賞歴
- 1988年にオールルーキー・ファーストチームに選出されている。

## 脚註
1. ↑  Bradley, Bill (2009). ESPN College Basketball Encyclopedia: The Complete History of the Men's Game. Random House, Inc.. p. 57. ISBN 0-345-51392-4
2. ↑  Frazier, Walt; Sachare, Alex (1998). Complete Idiot's Guide to Basketball. Alpha Books. p. 342. ISBN 0-02-862679-6